# FLS Company
FLS Company is een Nederlands drankenbedrijf, opgericht in 1996 en gevestigd in Capelle aan den IJssel. De onderneming is actief in de verkoop en marketing van dranken en voedingsmiddelen, advisering en het uitvoeren van service-activiteiten met betrekking tot dranken en voedingsmiddelen.

## Activiteiten
FLS Company richt zich op de ontwikkeling en het in de markt zetten van producten en de bijbehorende beleving. Het bedrijf werkt samen met de grootste evenementorganisatoren en -agentschappen van Nederland en heeft contact met diverse internationale groothandelaars. Het bedrijf heeft een actieve buitendienst, die in meer dan 5000 outlets actief is. Het bedrijf is ook actief in het buitenland, met producten die inmiddels in 16 landen op de markt zijn gebracht.

### Producten
FLS Company heeft verschillende drankjes in haar portfolio, waaronder:
- Flügel
- Boswandeling
- Fireman
- Rocketshot
- Dutch Drop
- Liquorccini
- KOEKIE
- Devilshot

#### Flügel
Flügel vierde in 2023 zijn 25-jarig jubileum. Het drankje, oorspronkelijk bedacht als een grap, heeft zich ontwikkeld tot een beroemd shotjesmerk. Het is vooral populair in de après-ski-scene, maar heeft ook een cultstatus verworven in Nederland. Het succes van Flügel is grotendeels te danken aan marketingstrategieën, waaronder het plaatsen van doosjes Flügel op de bar, het ophangen van posters in cafés, en de inzet van Flügel-meisjes die met dienbladen vol flesjes rondlopen in cafés en op festivals. Het bekende drinkritueel - dopje op de neus, drank in één teug achteroverslaan - is niet door de fabrikant bedacht, maar werd door de consumenten zelf geïntroduceerd en later door het bedrijf omarmd.